# West Rushville (Ohio)
Pour les articles homonymes, voir West Rushville.
West Rushville est un village américain situé dans le comté de Fairfield, dans l'Ohio. Selon le recensement de 2010, sa population est de 134 habitants.